# Козу (деревня)
Ко́зу (эст. Kosu) — деревня на севере Эстонии в волости Куусалу, уезд Харьюмаа. 

## География и описание
Расположена в 33 км к востоку от Таллина. Высота над уровнем моря — 66 метров.
Климат умеренный. Официальный язык — эстонский. Почтовый индекс — 74708.

## Население
По данным переписи населения 2021 года, в Козу проживали 9 человек, все — эстонцы.
Численность населения деревни Козу по данным переписей населения:
| Год  | 1959 | 1970 | 1979 | 1989 | 2000 | 2011 | 2021 |
| ---- | ---- | ---- | ---- | ---- | ---- | ---- | ---- |
| Чел. | 24   | ↘ 10 | ↗ 86 | ↘ 81 | ↘ 5  | ↗ 7  | ↗ 9  |

## История

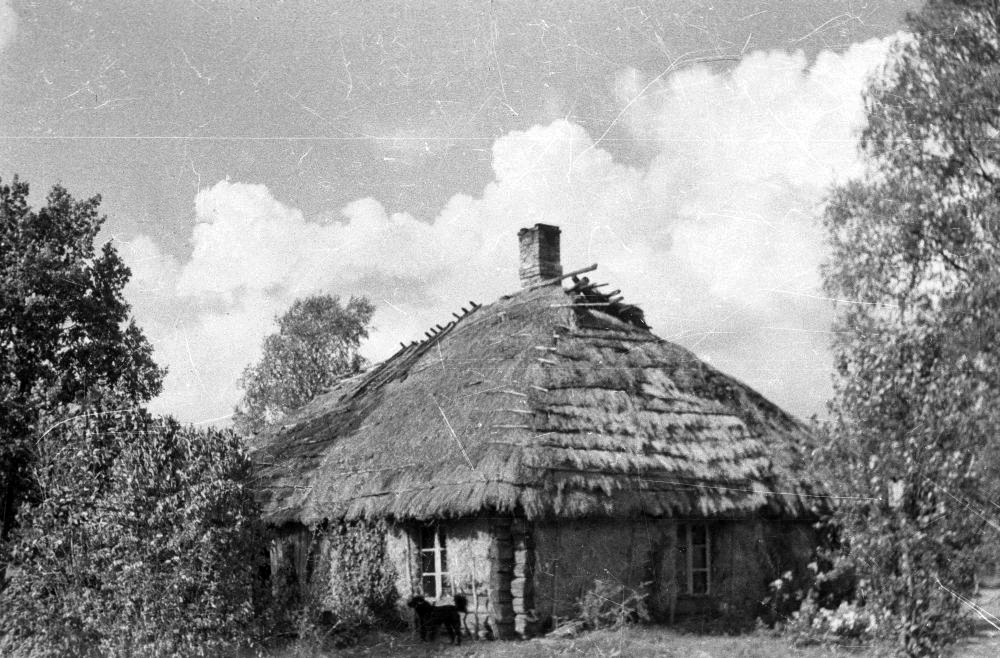
Старинный овин в деревне Козу, 1950 год

Козу — деревня, состоявшая из разрозненных хуторов, размер которой в XIV веке определялся тремя гаками. По преданию, до деревни раньше существовало большое хуторское хозяйство, подобное мызе, владелец которого подарил церкви Куусалу колокол. Деревня была названа в честь этого хутора, а сам хутор, возможно, был назван в честь близлежащего ручья Козу. В 1913 году упоминается такое русское название деревни, как Ко́за.
В 1977–1997 годах частью деревни Козу была деревня Рехатсе.